# العقعق (مونيه)

العقعق هي لوحة زيتية رسمها الرسام الفرنسي كلود مونيه خلال فصل الشتاء عام 1868-1869، اللوحة معروضة حالياً ضمن مقتنيات متحف أورسي.